# لارکسپور (کالیفرنیا)
لارکسپور (به انگلیسی: Larkspur) شهری در شهرستان مارین ایالت کالیفرنیا است که در سرشماری سال ۲۰۱۰ میلادی، ۱۱۹۲۶ نفر جمعیت داشته است.

## نگارخانه

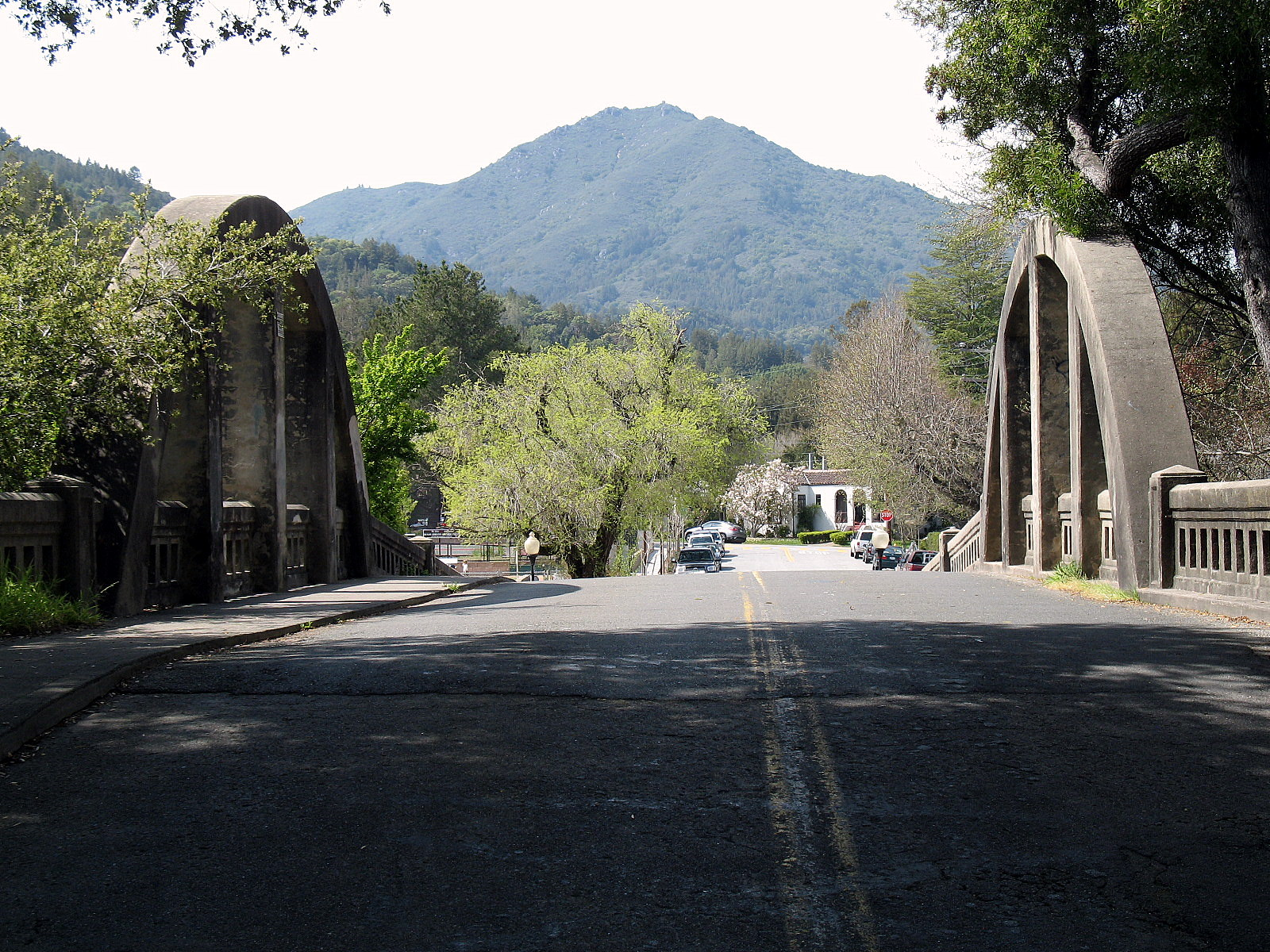
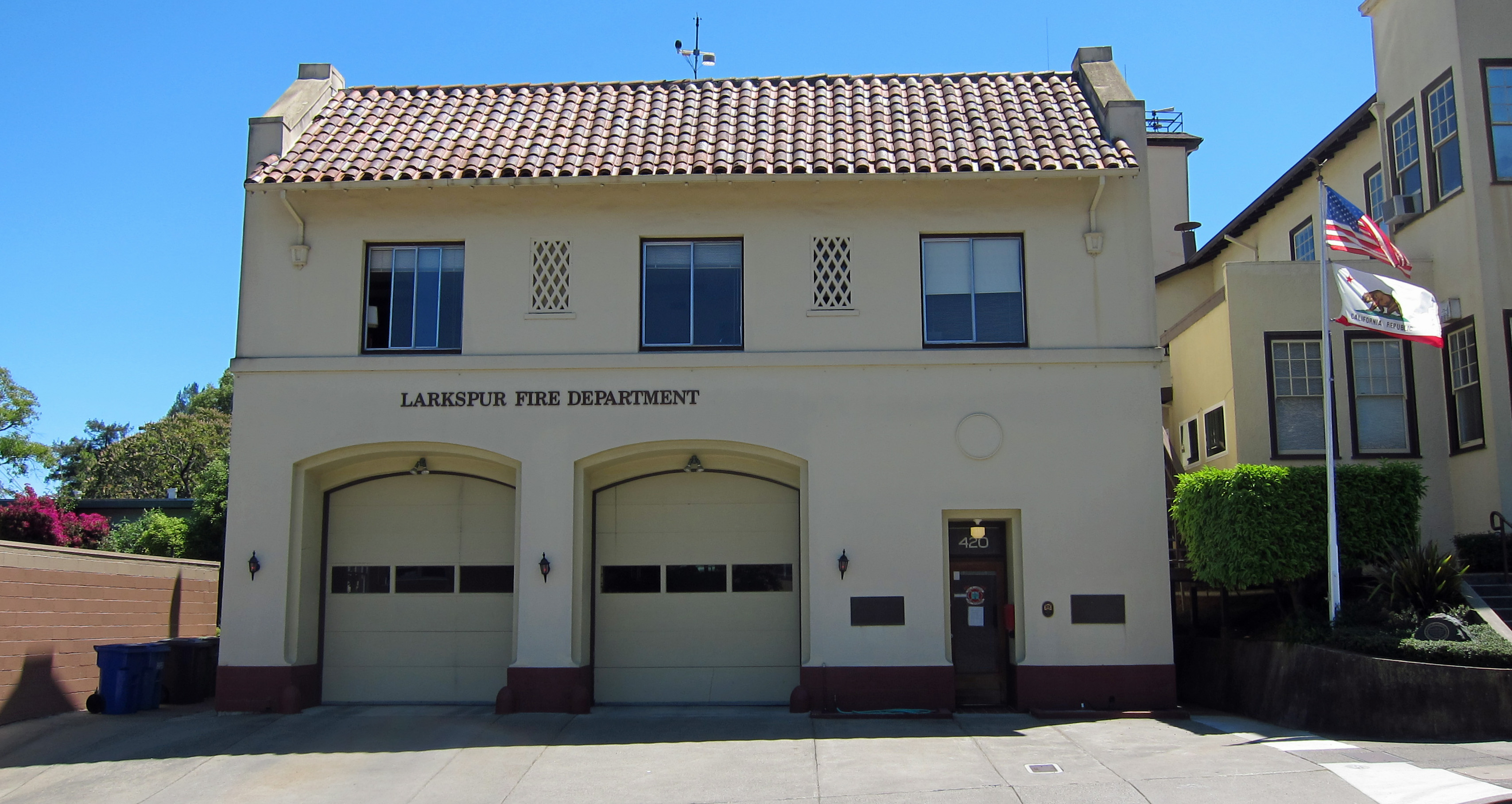
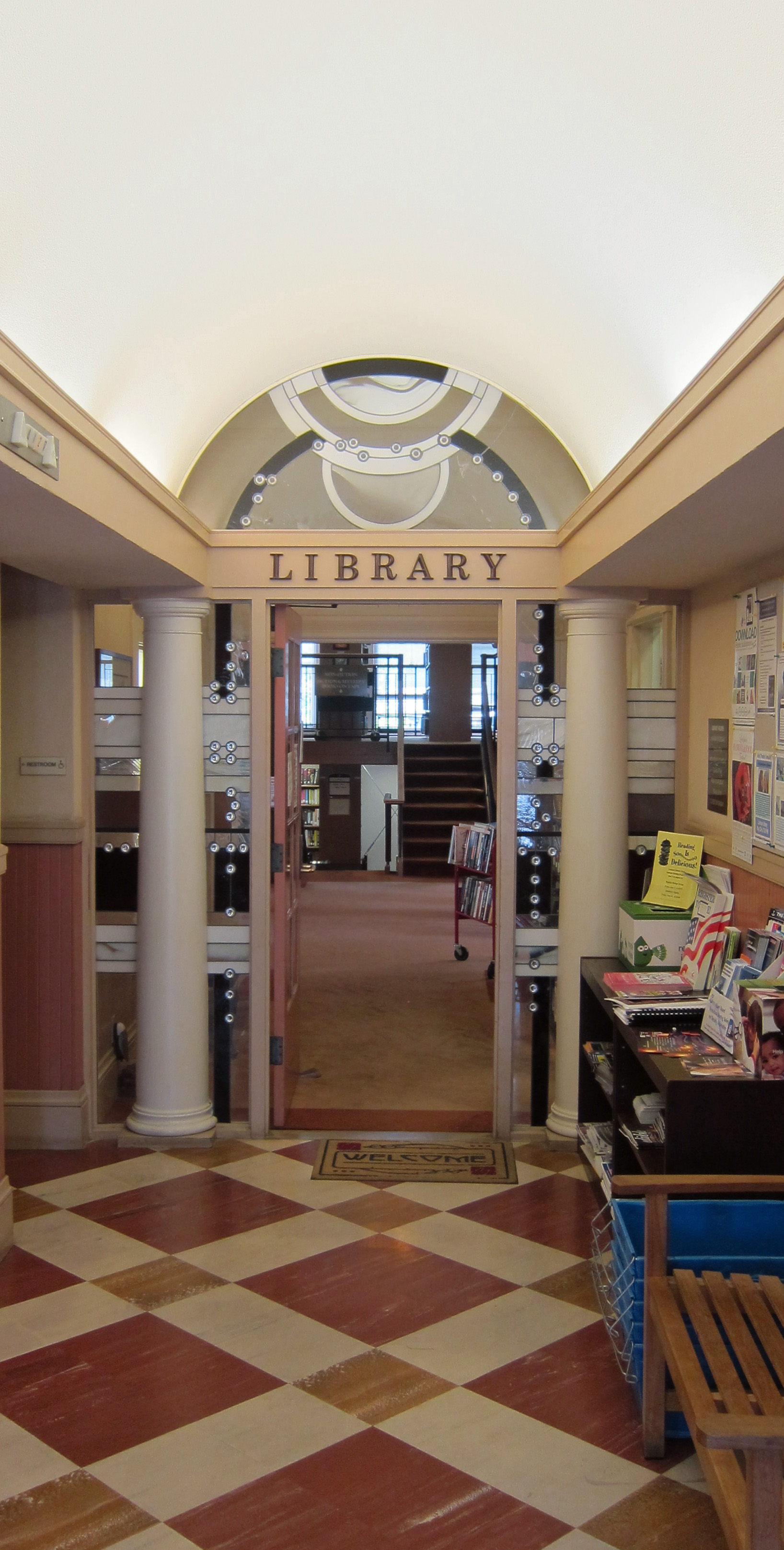
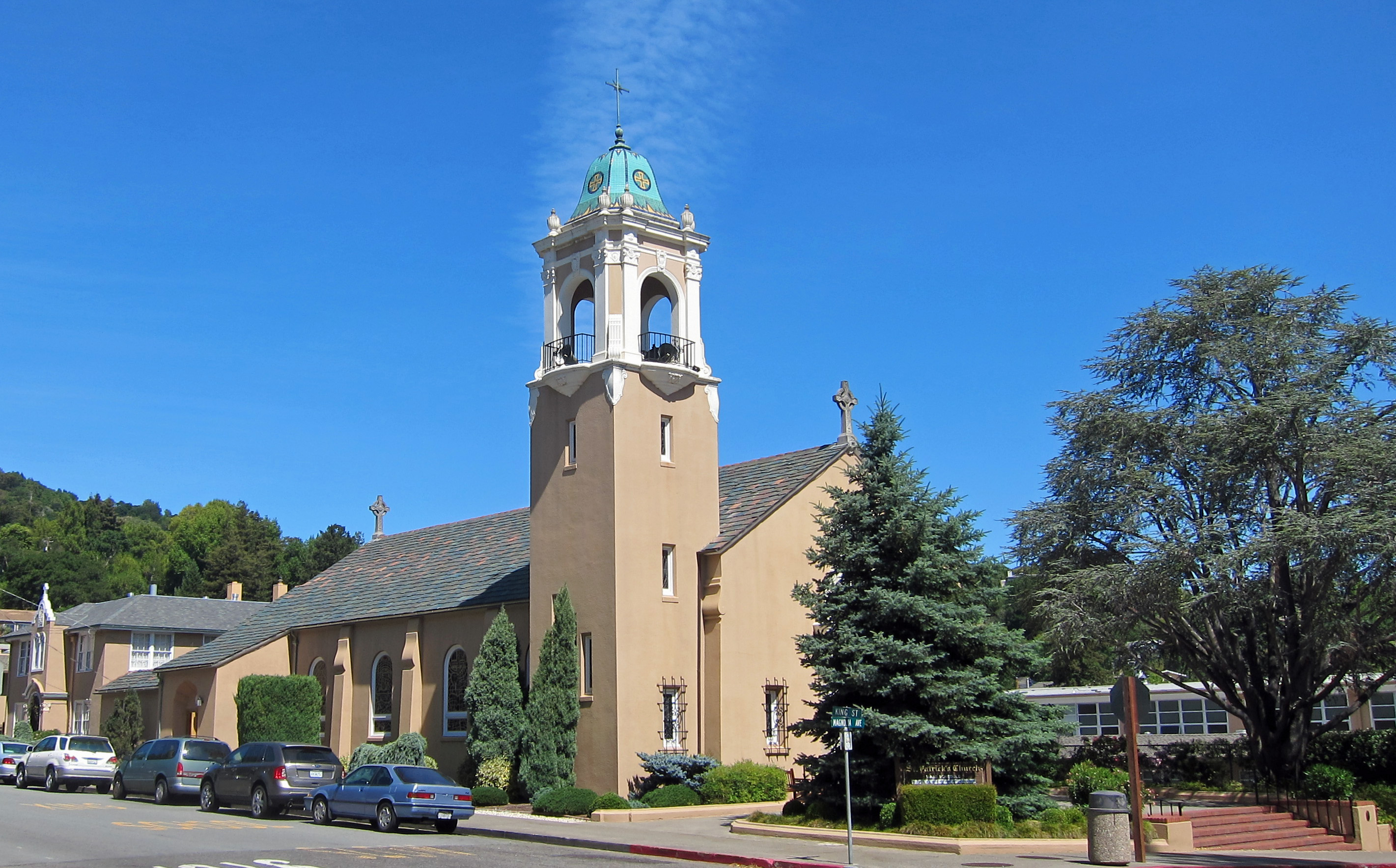
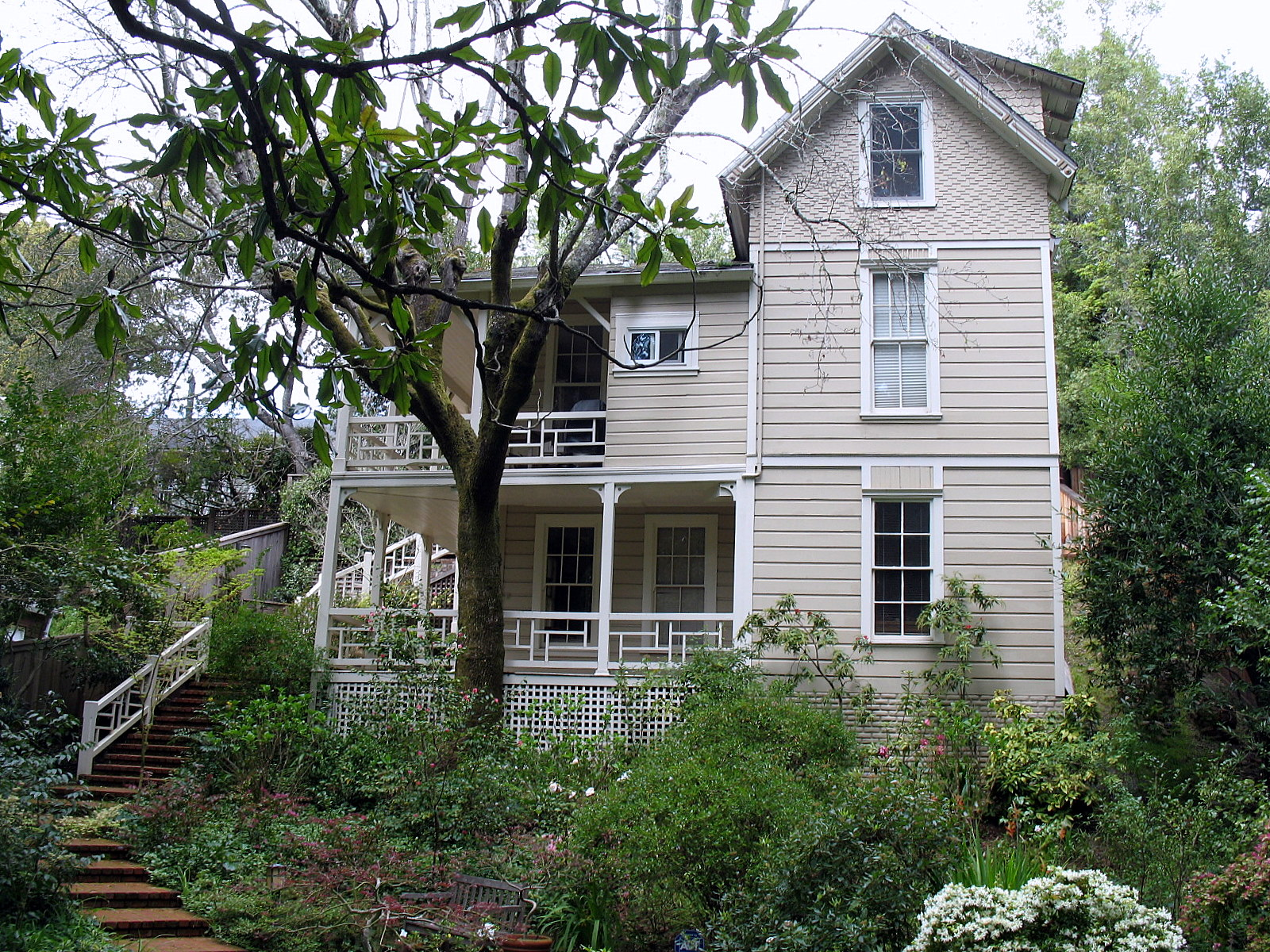
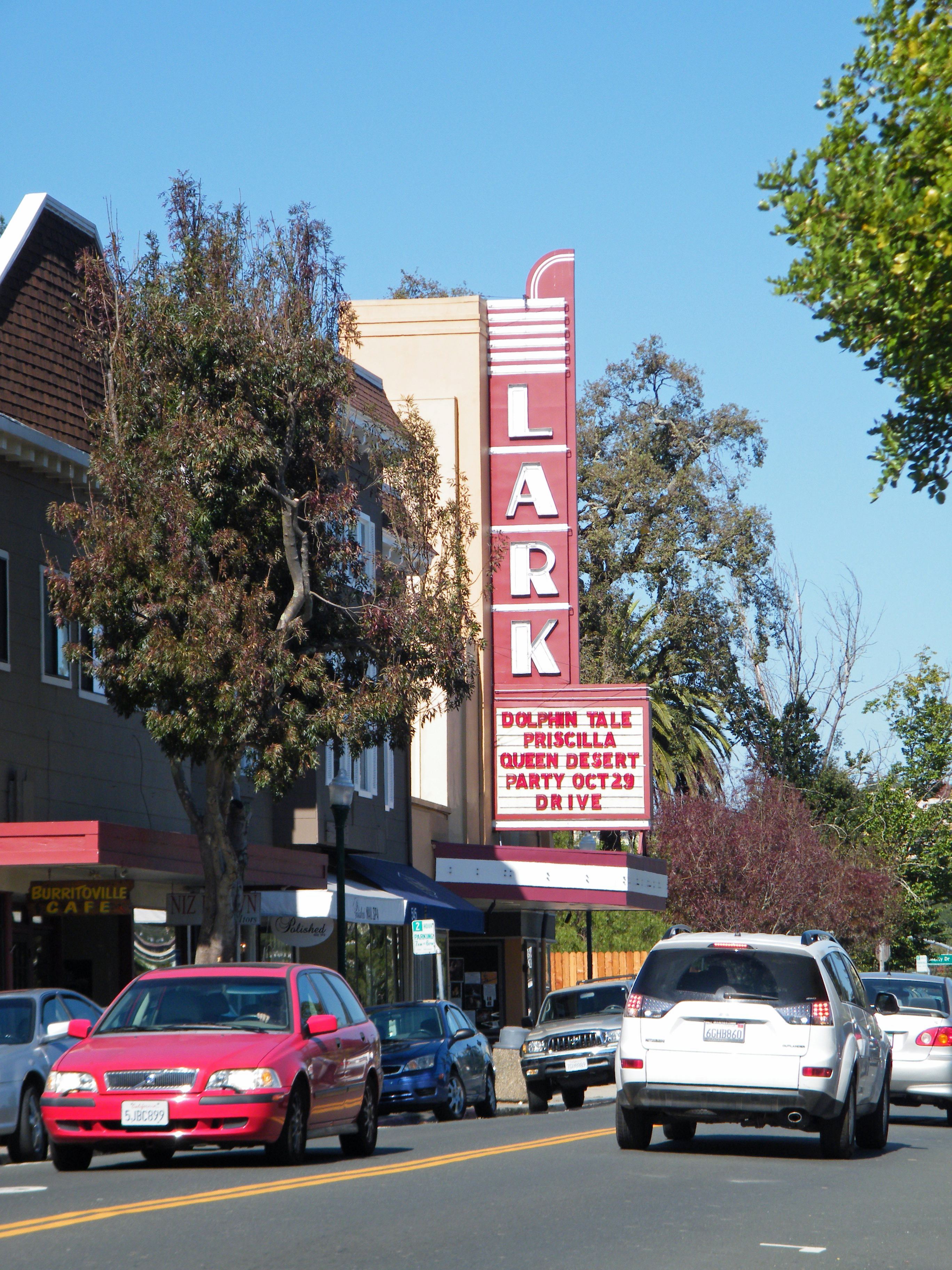
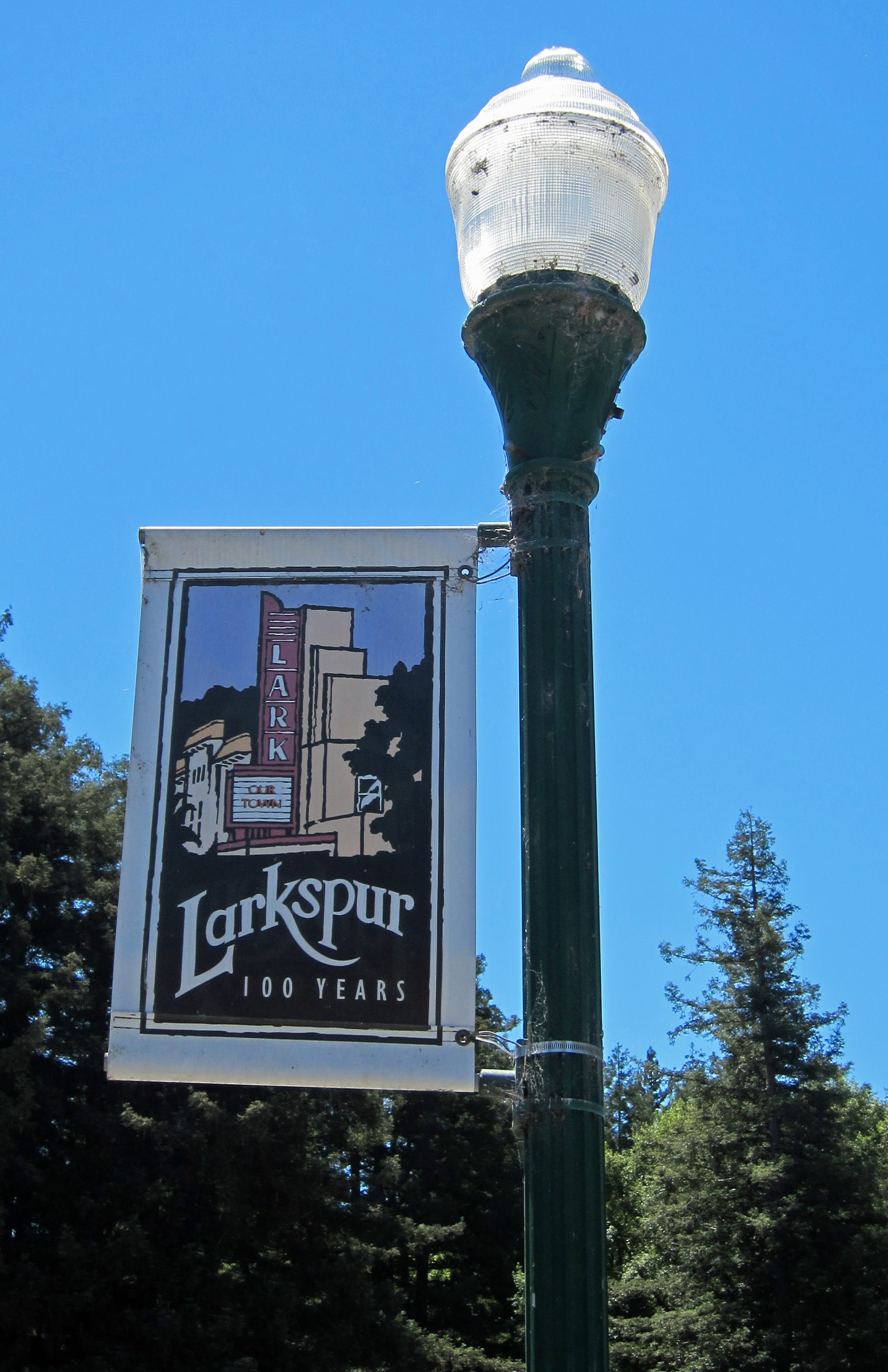
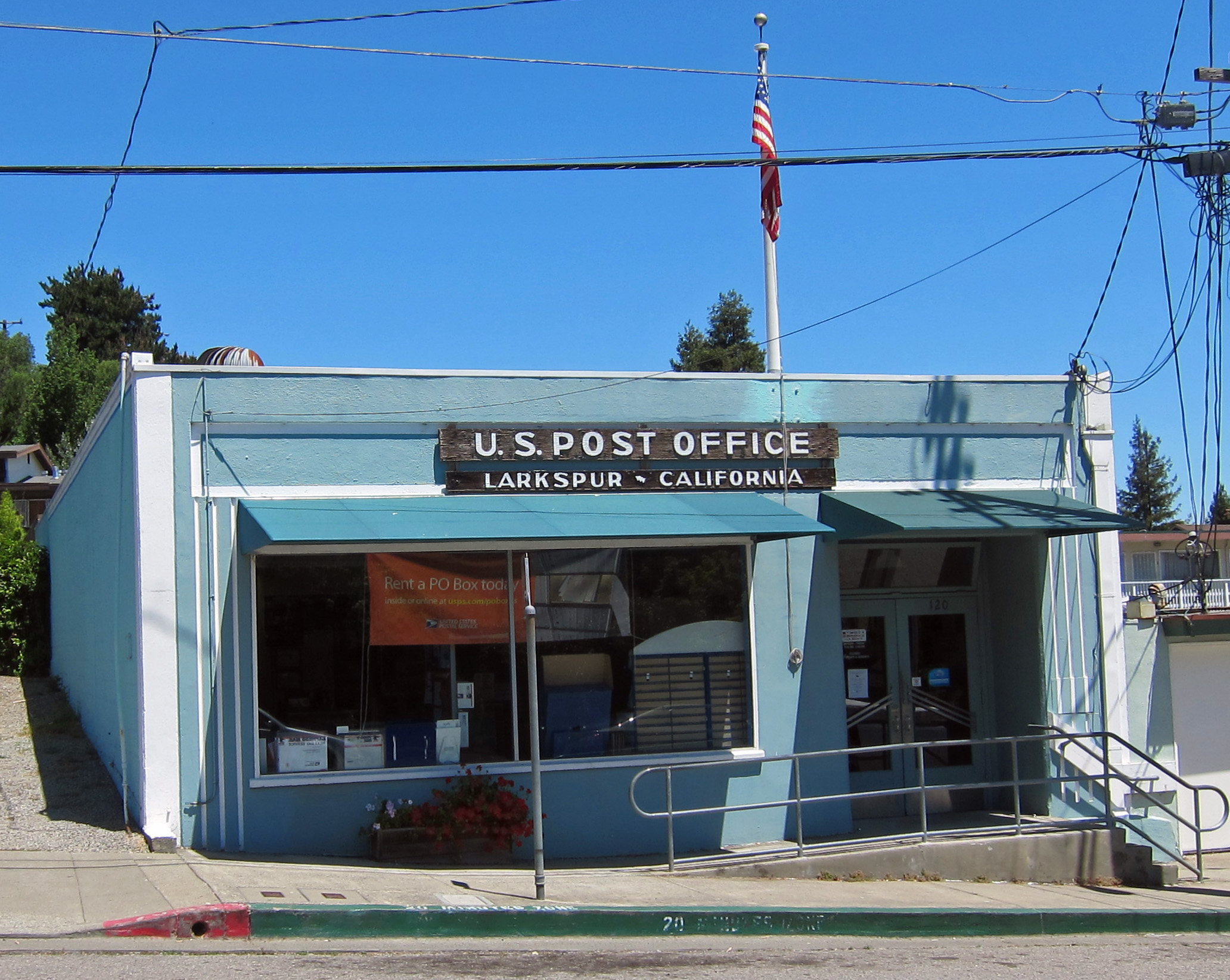
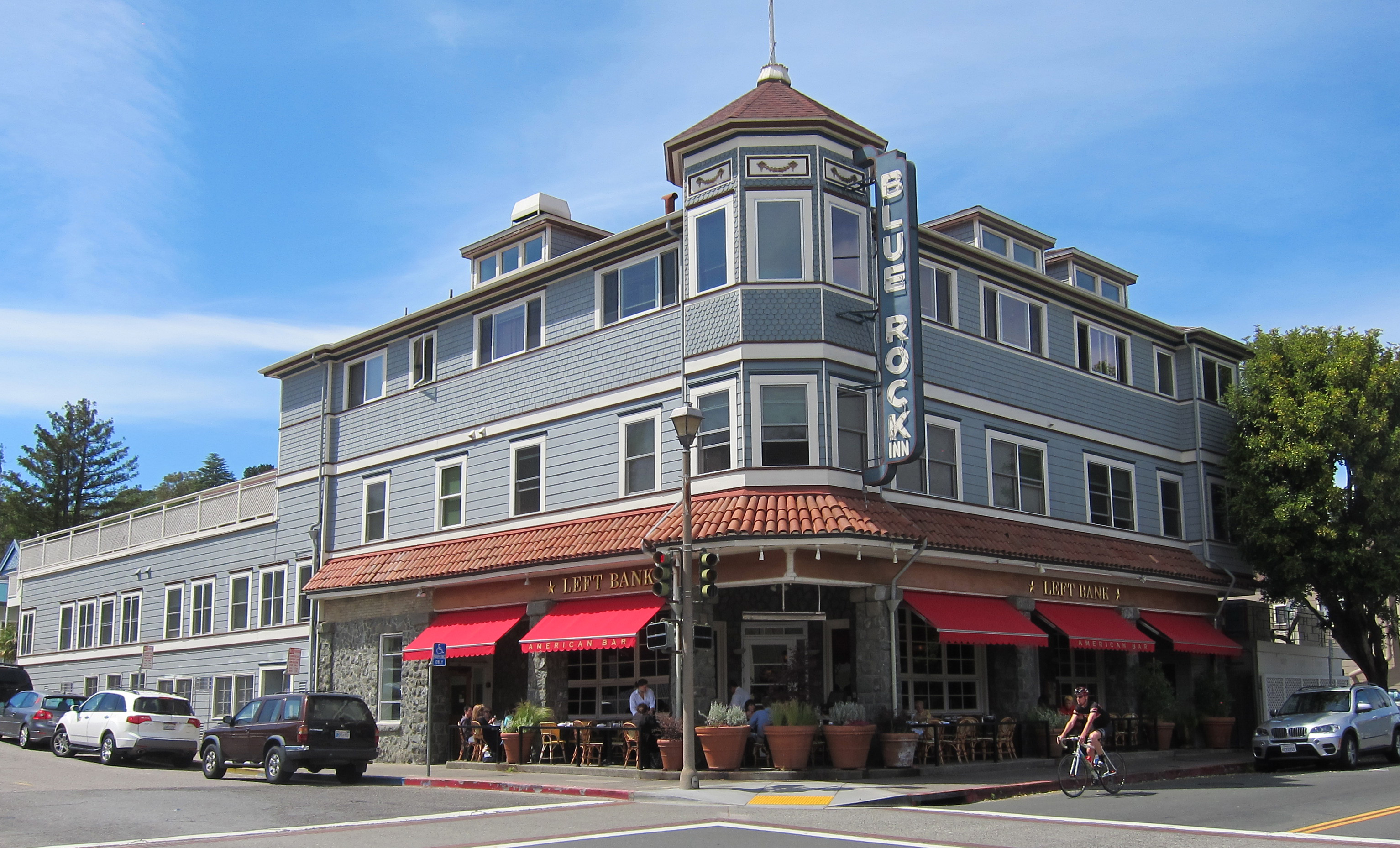
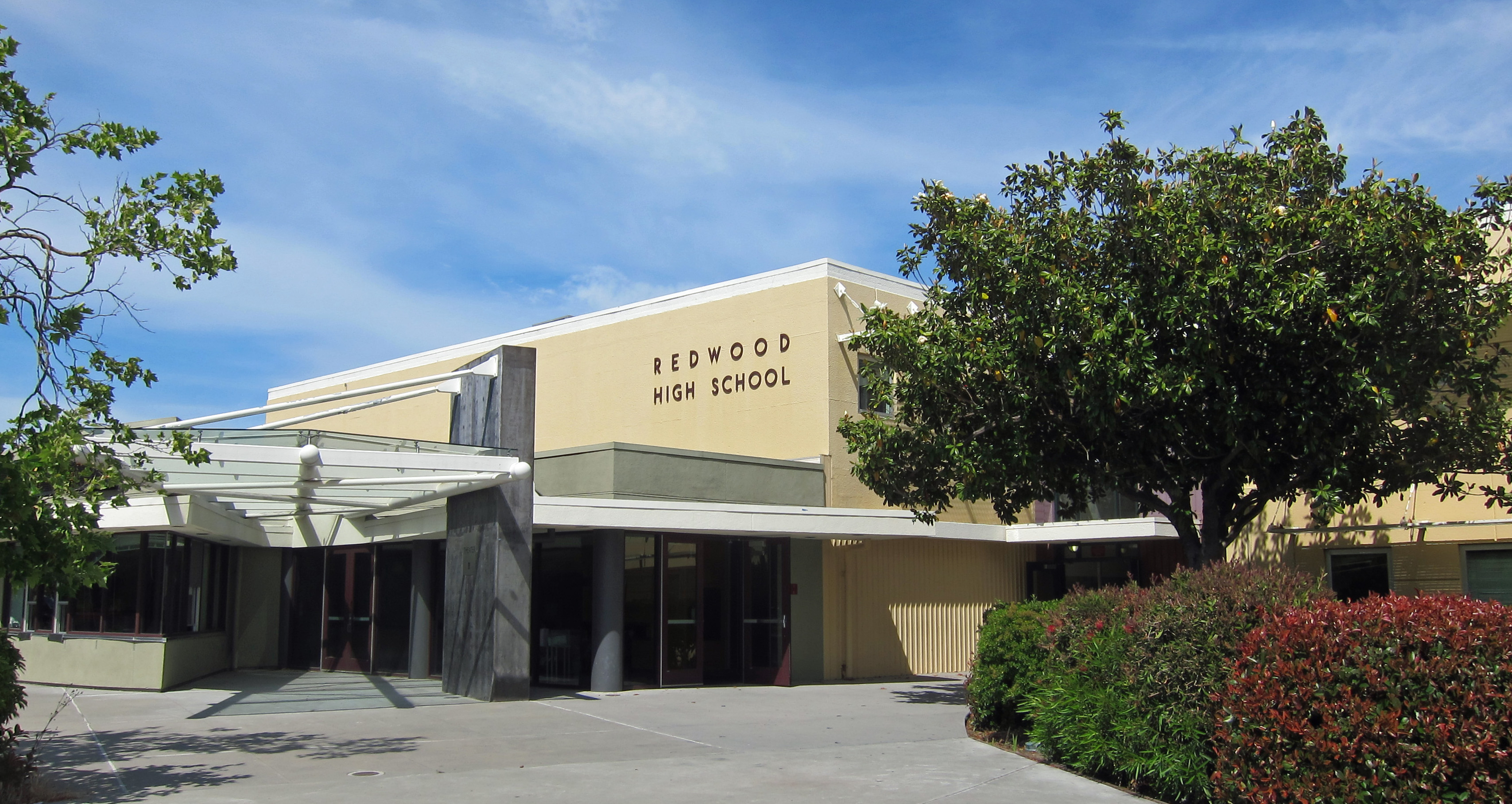
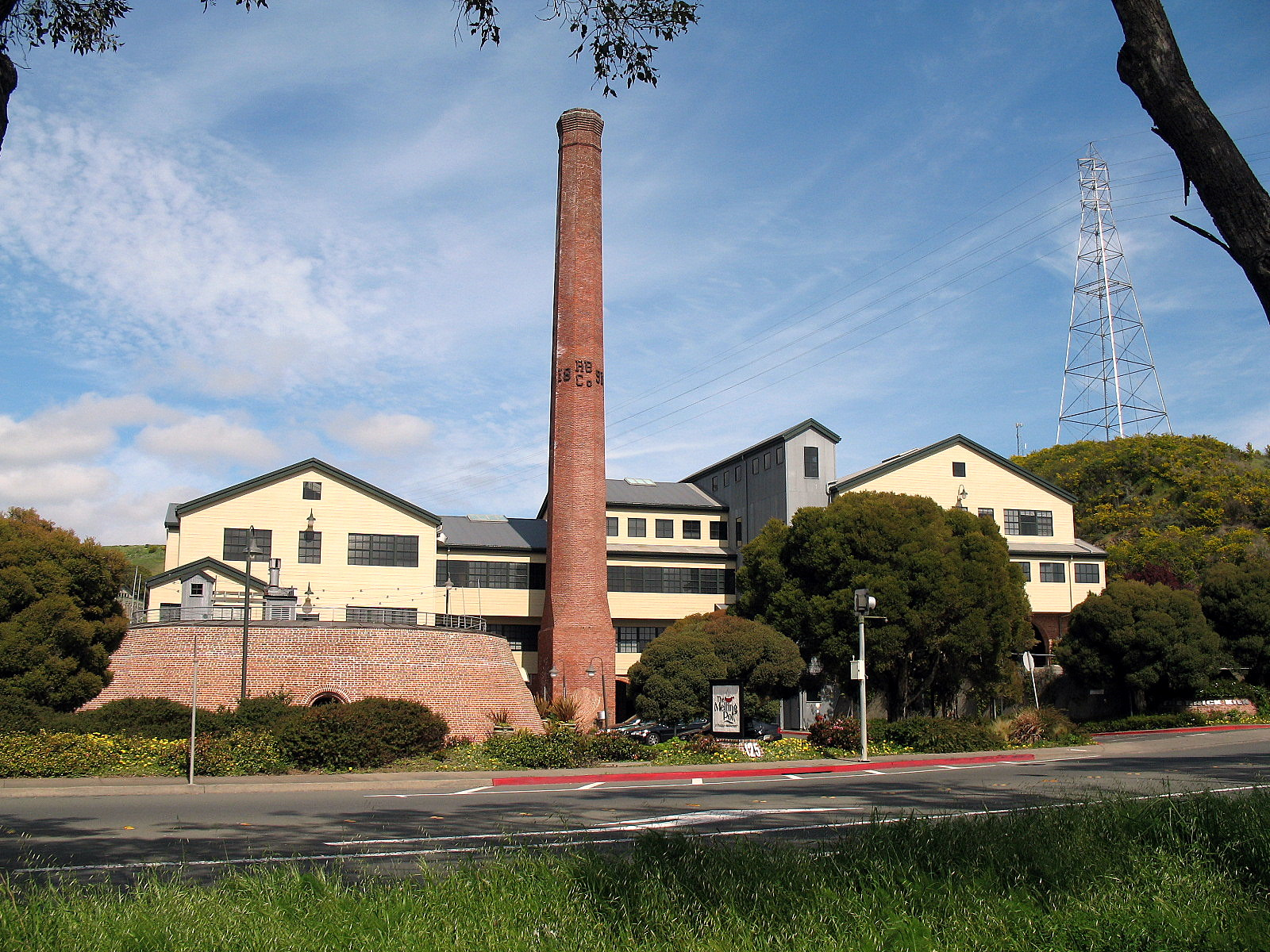
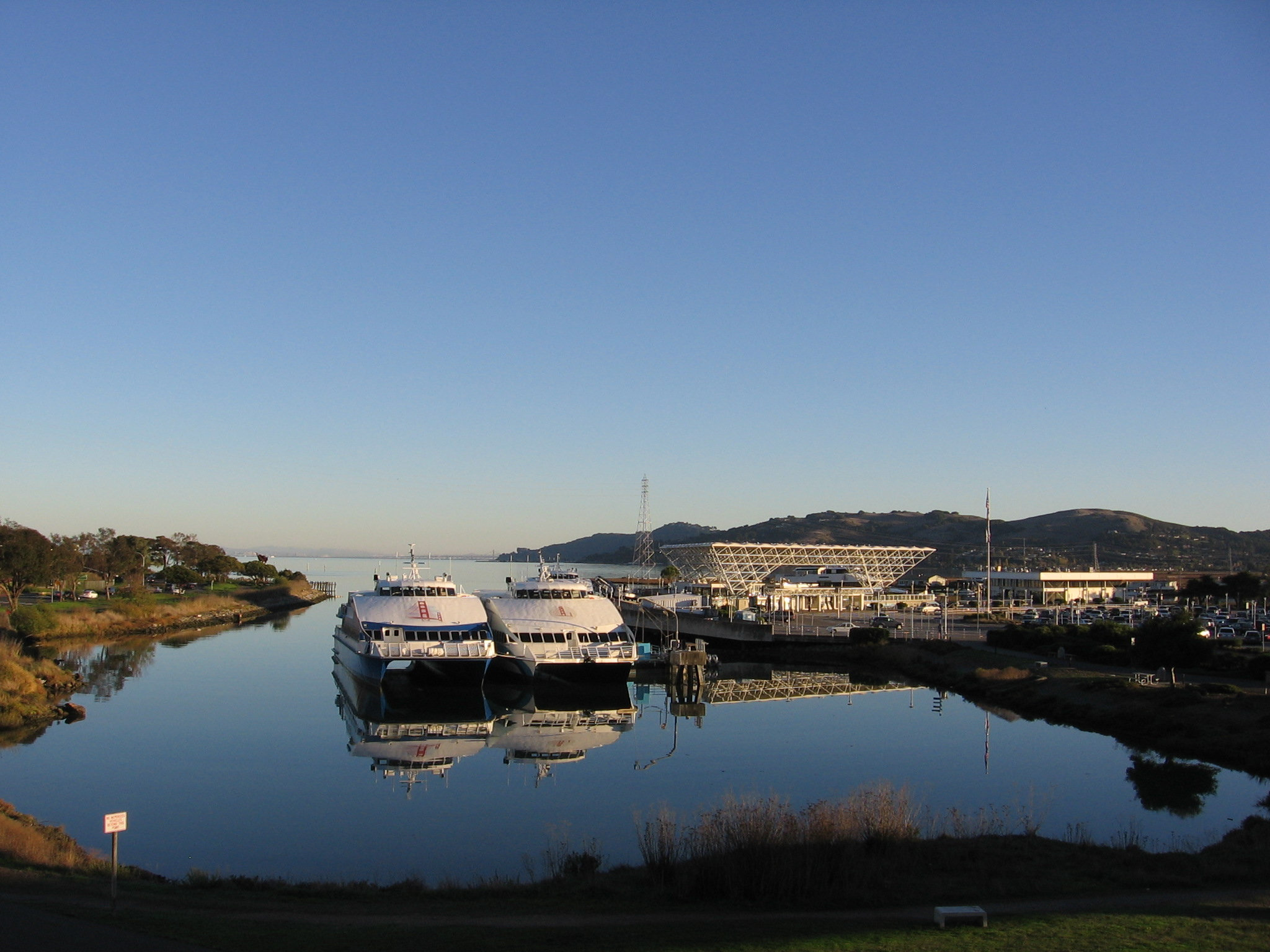